# Stráž nad Nisou
Obec Stráž nad Nisou (do roku 1947 Starý Habendorf, německy Althabendorf), zahrnující vesnice Stráž nad Nisou a Svárov, leží na soutoku Lužické Nisy a Černé Nisy v okrese Liberec. Je obklopena městskými čtvrtěmi Liberce (na severu Krásnou Studánkou, na jihu Ostašovem a Růžodolem, na východě Starými Pavlovicemi a Radčicemi a na západě Machnínem), tvoří tedy enklávu v území města Liberce. Žije zde přibližně 2 400 obyvatel.
V obci je zřízená mateřská i základní škola.

## Historie

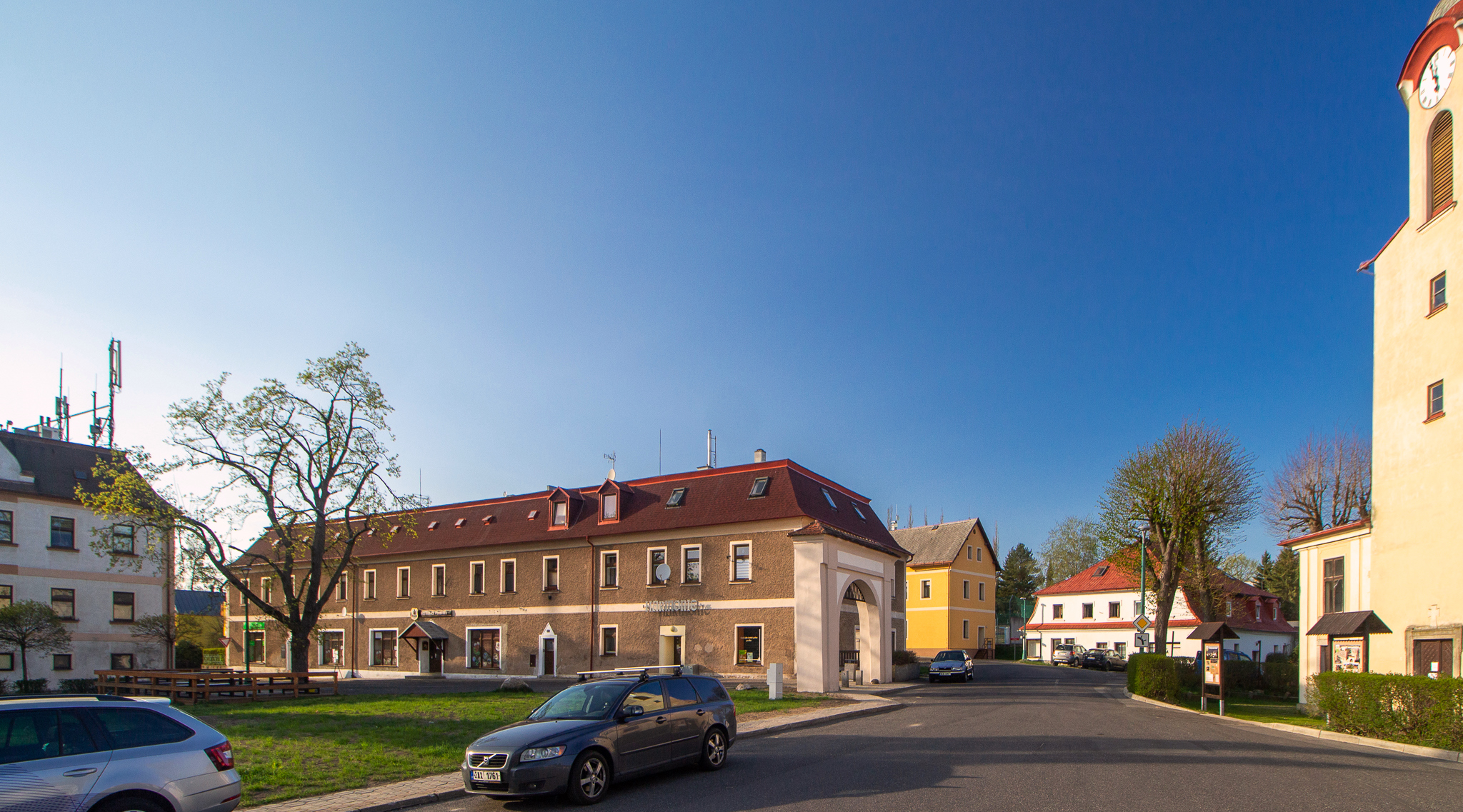
Střed obce v okolí kostela svaté Kateřiny

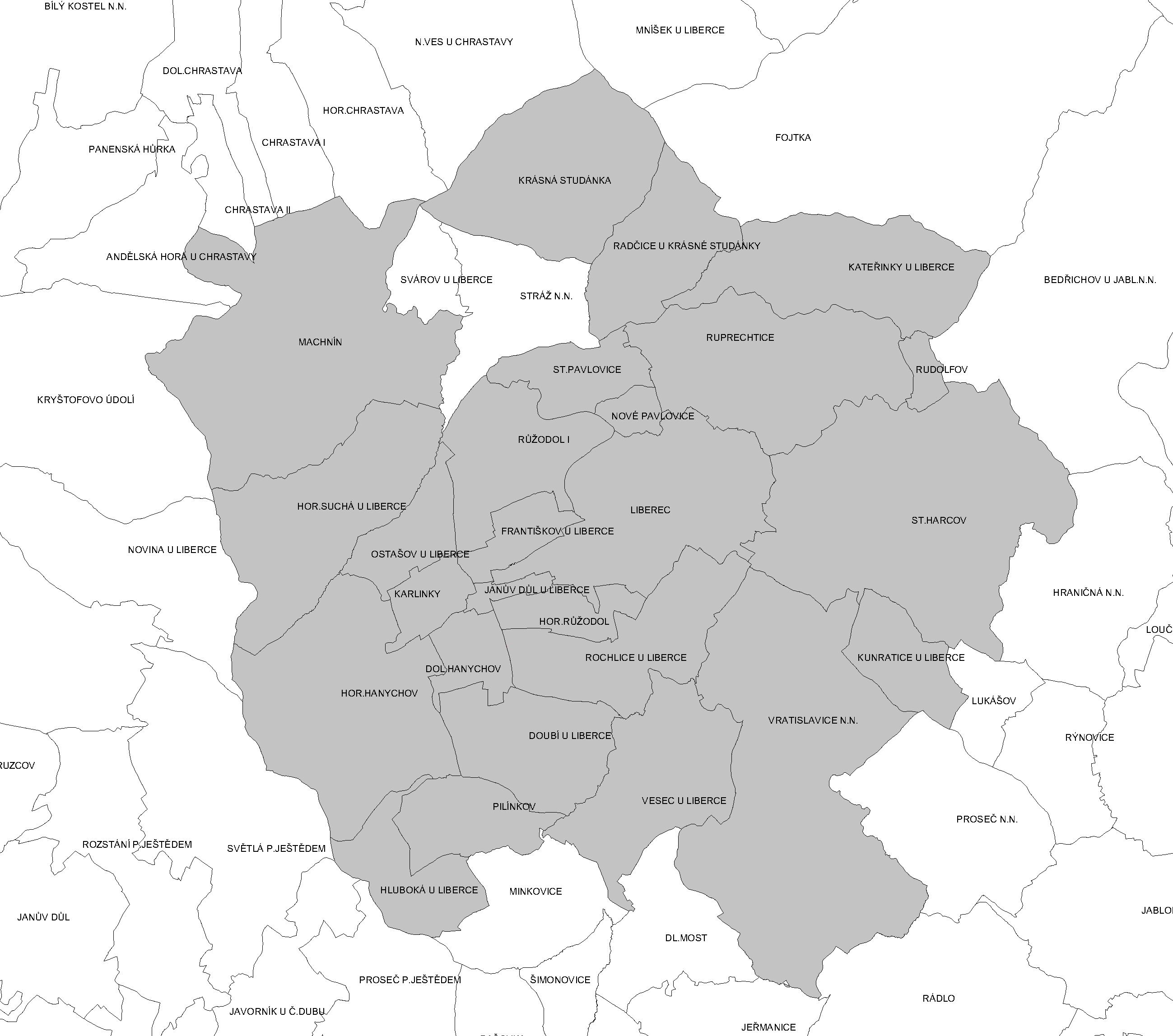
Poloha Stráže nad Nisou jako enklávy Liberce

Přesné datum založení obce není známo, první písemná zmínka však pochází z roku 1469, kdy poprvé vystupuje jméno Habendorf. Prvními obyvateli byli nejspíše Němci z Lužice a Slezska. Kvůli pomalému rozvoji obce se další zmínka vyskytuje až v souvislosti s protireformací, kdy nový majitel frýdlantského a libereckého panství Albrecht z Valdštejna začal prosazovat náboženský mandát císaře Ferdinanda v jinak protestantském kraji.
Roku 1599 nechala svobodná paní Kateřina z Redernu postavit v obci nový kostel („dům Páně“), který zřejmě zaujal místo staré dřevěné modlitebny. Roku 1901 se stává farním a v roce 1878 byl hřbitov kolem něj přesunut do nedalekých polí.
Obec zaznamenala rychlý rozvoj ve druhé polovině 18. století, kdy byl na východ od původní obce založen Nový Habendorf. Velký význam pro růst obce měl textilní průmysl. V obci se vystřídalo několik průmyslníků, např. Johann Georg Berger, Karl Zimmermann, Heinrich Karrer nebo Ferdinand Zedlitz. Po skončení druhé světové války zastihl početnou část sudetoněmeckých obyvatel odsun, a tak zůstala obec v roce 1946 prakticky prázdná až do nastěhování nových českých obyvatel, jejichž potomci žijí v obci dodnes.
V letech 1976–1990 bývala Stráž nad Nisou součástí Liberce a nesla název Liberec XXVI-Stráž nad Nisou, Svárov byl pak Liberec XXVII-Svárov. Od 1. září 1990 je samostatnou obcí.
Starostou obce byl v letech 1990-1994 Jaroslav Bláha, v letech 1994-2002 Josef Dědek, v letech 2002-2016 Karel Jäschke a od roku 2016 je starostkou obce Daniela Kysilková.

## Pamětihodnosti
Dům U kina 29 - postaven r.1615.Původně škola (Velká kniha o Liberci).Nejstarší obytný dům v oblasti. 
- Kostel sv. Kateřiny Alexandrijské – postaven roku 1599, v roce 1727 rekonstruován do barokního slohu
- Pomník Emericha Berty – pomník prvního padlého vojáka prusko-rakouské války roku 1866[8]
- Schillerův dub – vysazený v roce 1905 při příležitosti 100. výročí úmrtí dramatika a básníka Friedricha Schillera; v roce 2008 prohlášen památným stromem a zúčastnil se soutěže Strom roku
- Brána panského dvora – postavená v letech 1692–1693, dnešní podobu však získala až roku 1785
- Památník obětem první světové války – leží u vchodu na hřbitov, postaven v roce 1922, obsahuje jména všech 96 padlých vojáků odvedených ze Stráže[9]
- Pomník Herulia – na hřbitově, postaven členy studentského spolku Herulia na památku jeho členů, kteří zahynuli během první světové války
- Hrobka rodiny Zimmermannů – také na hřbitově, postavena roku 1891 na podnět průmyslníka Josefa Zimmermanna
- Rodný dům Ferdinanda Schwarze – rodný dům jednoho ze zakladatelů České strany sociálně demokratické.
- Sousoší Loučení Ježíše s Pannou Marií – na bývalé křižovatce dvou polních cest vedoucích ze Stráže nad Nisou do Radčic, památkově chráněné, zhotovené na náklady Josefa Simona roku 1768
- Pomník na památku výročí vlády císaře Františka Josefa I. – stojí vlevo u vstupu na hřbitov, vztyčen v roce 1908, obnoven po roce 2008[10]

## Doprava
Obcí prochází železniční trať 089 z Liberce do německé Žitavy a také trať 037 z Liberce přes Frýdlant do polského Zawidówa. Na této trati leží železniční zastávka Stráž nad Nisou.
Do obce zajíždějí i autobusové linky liberecké městské hromadné dopravy a příměstské autobusové linky z Liberce do Chrastavy. Obcí prochází silnice I/13 a silnice I/35.

## Části obce
- Stráž nad Nisou (včetně osady Bělidlo)
- Svárov

## Galerie

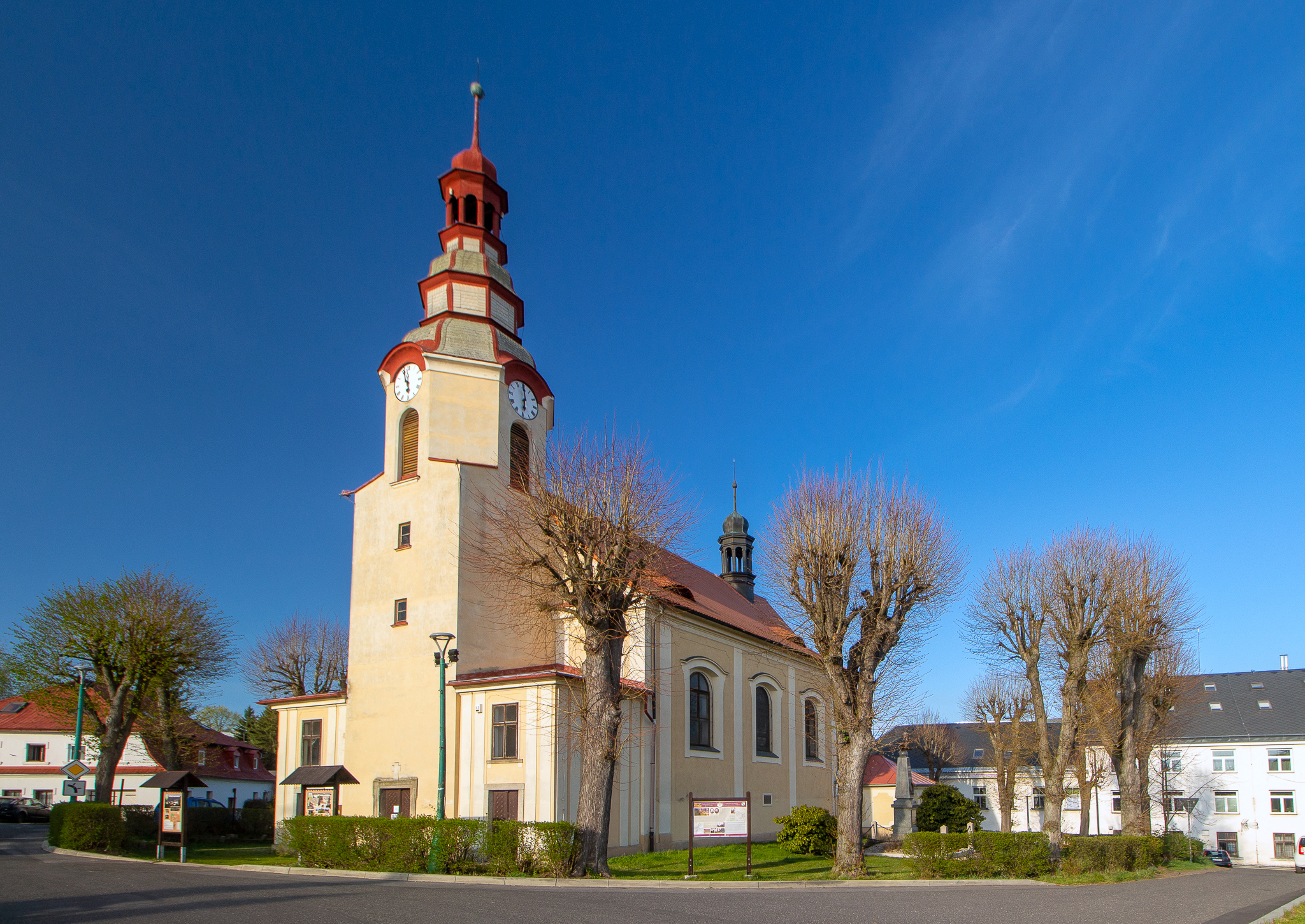
Kostel svaté Kateřiny
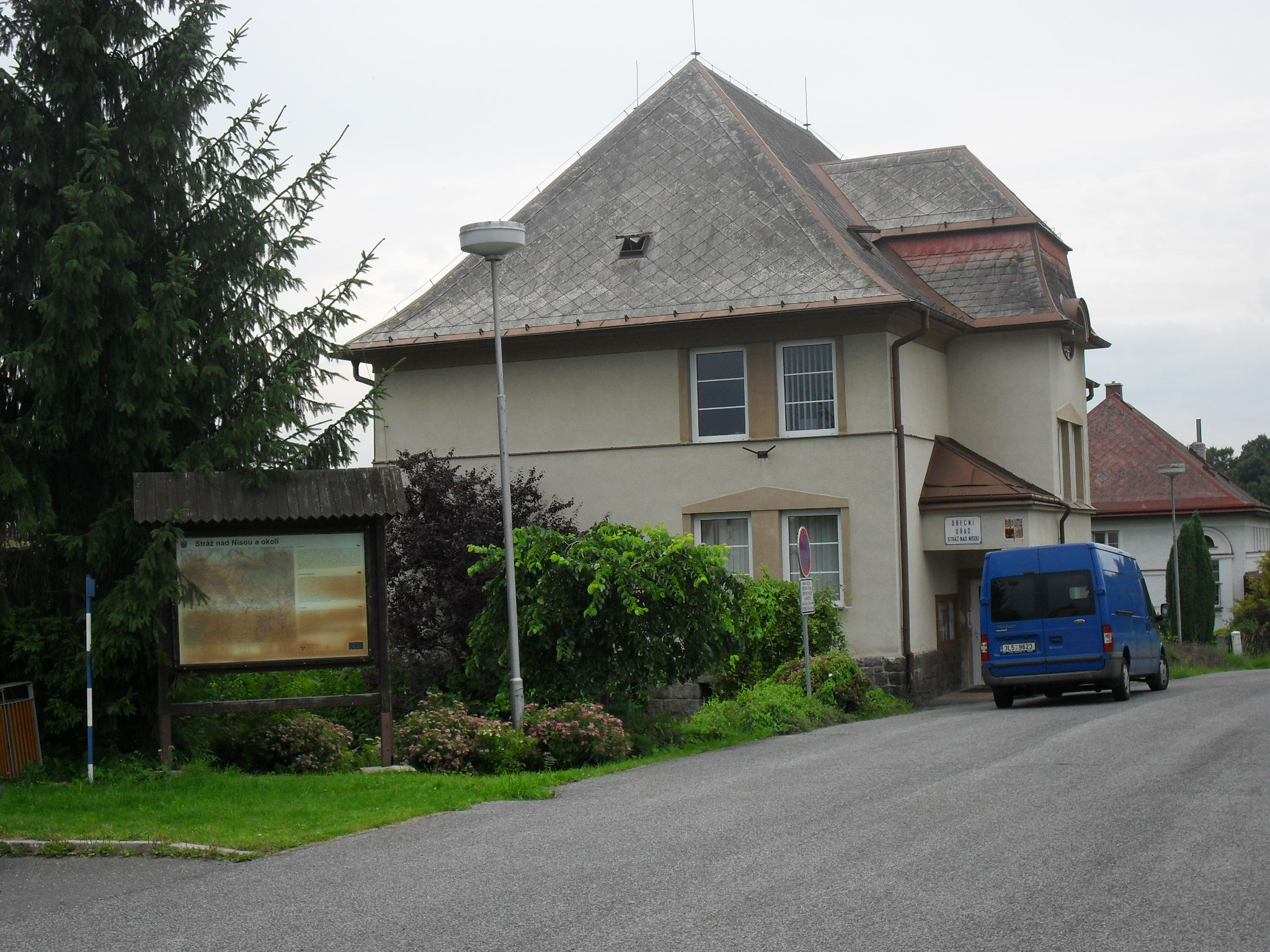
Obecní úřad
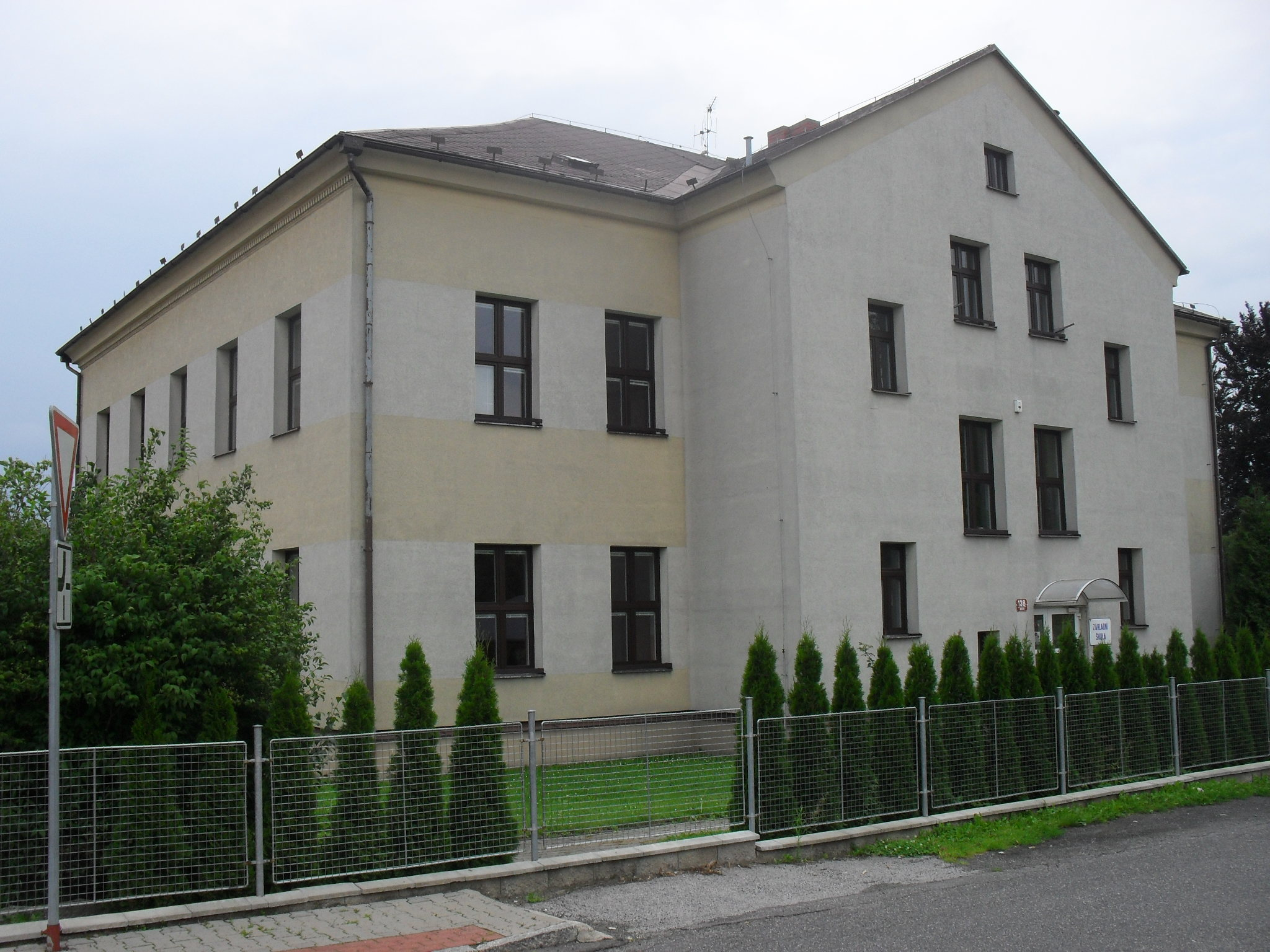
Základní škola
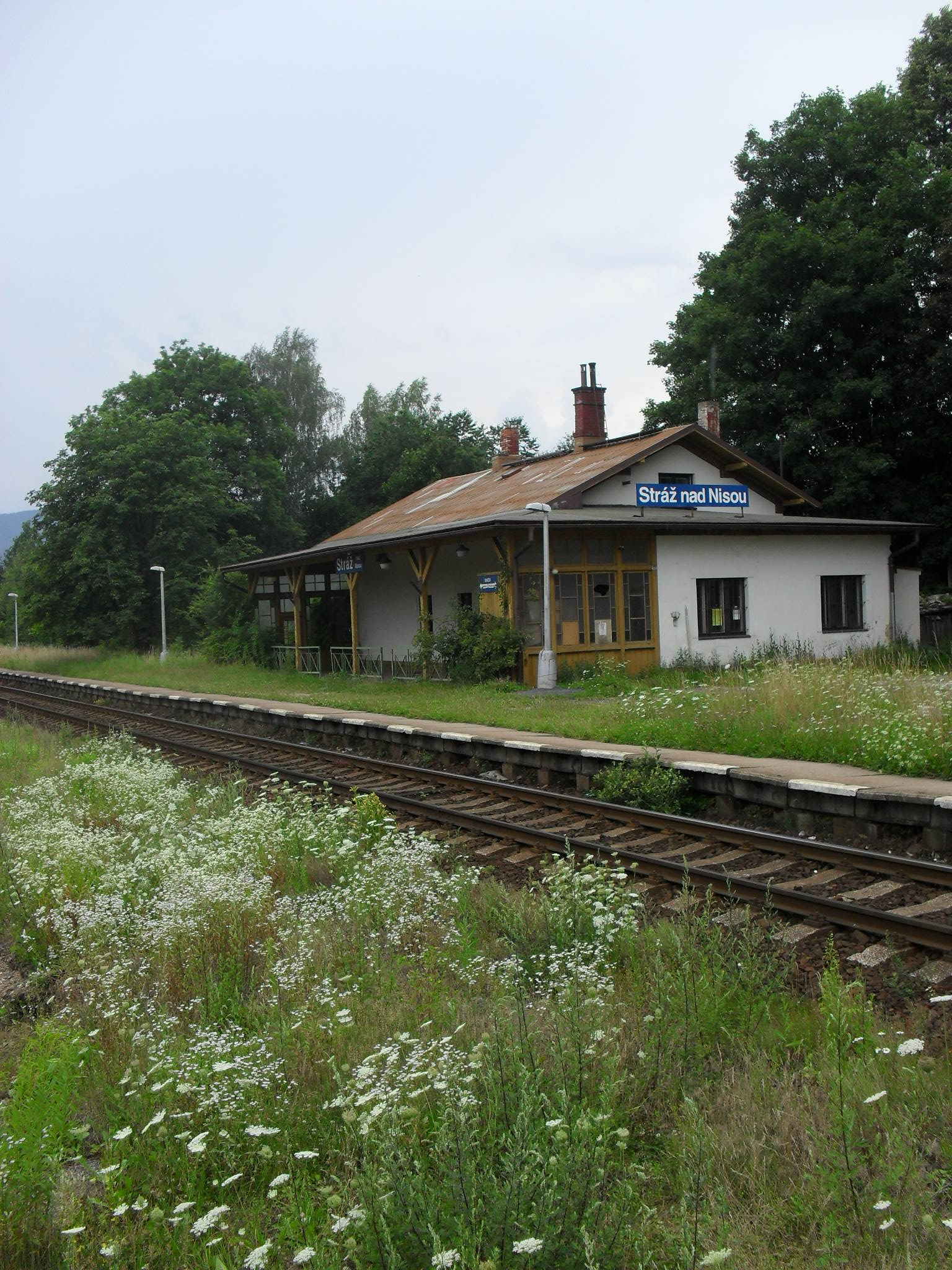
Železniční zastávka
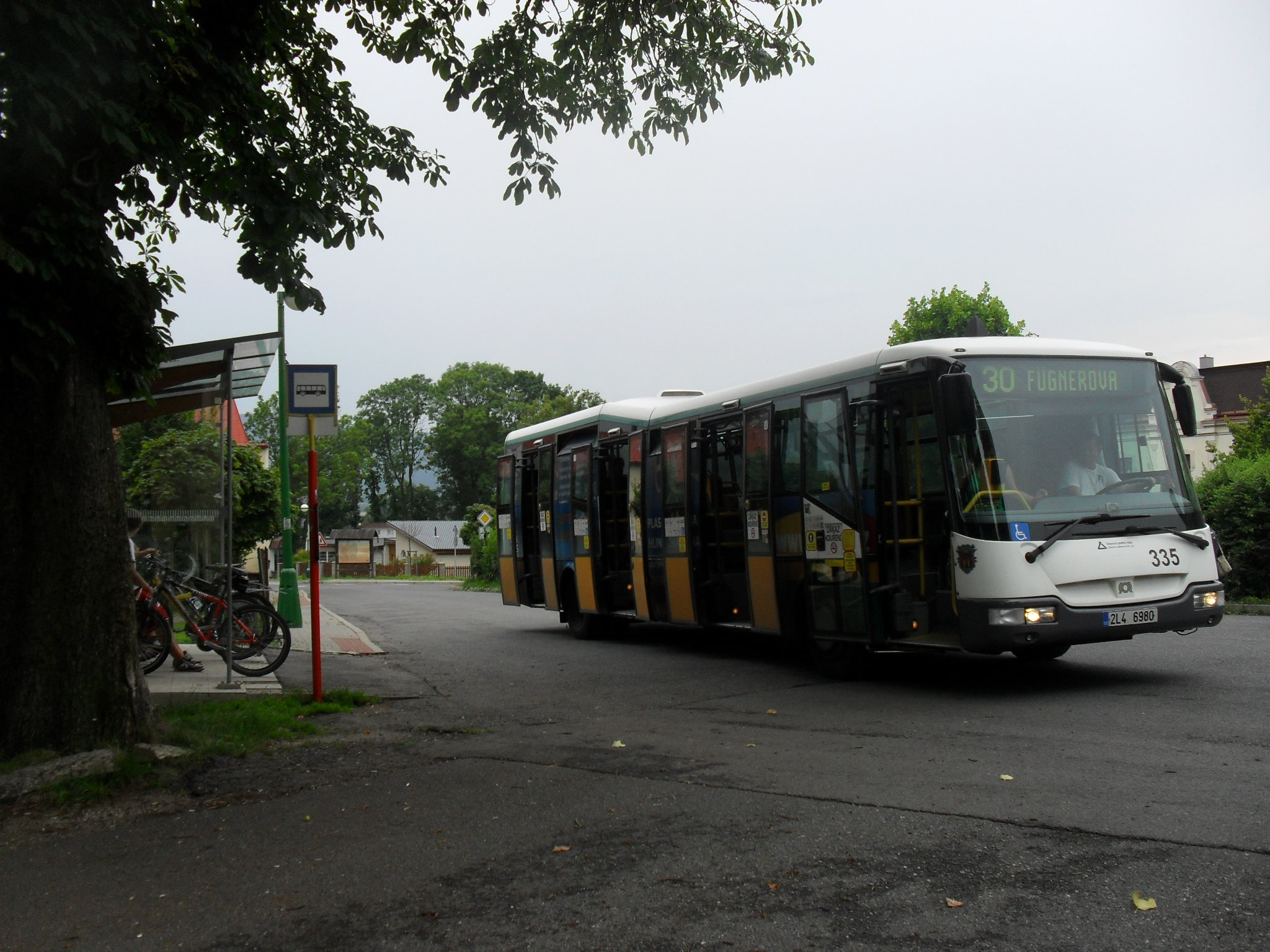
Konečná autobusová zastávka na Bergerově náměstí
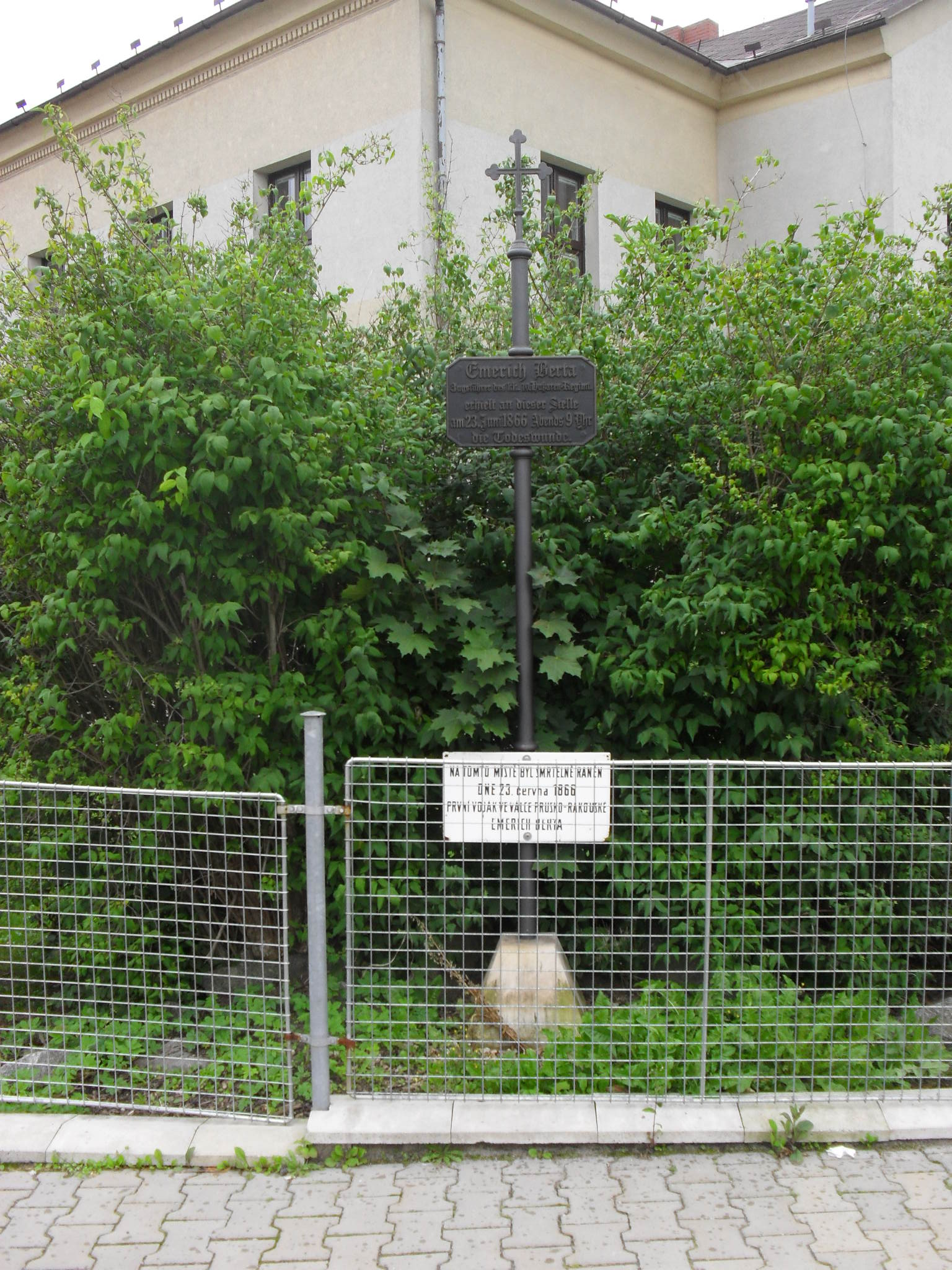
Místo, kde padl první vojak prusko-rakouské války